# Торжественная месса (Берлиоз)

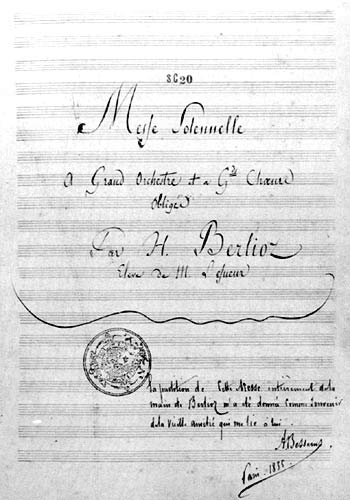
Первая страница рукописи

Торжественная месса (фр. La Messe Solennelle) — первое крупное произведение Гектора Берлиоза.

## О произведении
Торжественная месса Берлиоза представляет собой масштабное сочинение для трёх солистов (сопрано, тенор, бас), хора и оркестра, состоящее из инструментальной интродукции и 13 вокально-хоровых частей. Двенадцать из них — Kyrie, Gloria, Gratias, Quoniam, Credo, Incarnatus, Crucifixius, Resurrexit, Motet pour l’Offertoire, Sanctus, Ô Salutaris и Agnus Dei — написаны на стандартный латинский богослужебный текст, финальная часть, Domine, salvum, представляет собой небольшую молитву за короля и включена в мессу дополнительно.

## Создание, утрата и обретение
Месса была сочинена 20-летним композитором в 1824 году и впервые исполнена в парижской Церкви Святого Роха 25 июля 1825 года, затем в 1827 г. была повторно исполнена в парижской же Церкви Святого Евстахия. Вскоре после этого, согласно воспоминаниям композитора, он уничтожил ноты мессы:

Я изъял из неё Resurrexit, которым был в достаточной мере удовлетворён, а остальное предал огню, вместе со сценой из «Веверлея», оперой «Эстель» и одной ораторией на латинский текст («Проход через Красное море»), которую ещё только собирался завершить.

На протяжении более чем полутора столетий это сочинение Берлиоза считалось утраченным. Однако в 1991 г. бельгийский церковный органист и кантор Франс Моорс сообщил о том, что 420-страничная авторская рукопись мессы находится в небольшом собрании нот церкви Святого Карла Борромео в Антверпене. Эту рукопись Берлиоз подарил своему другу, скрипачу Антуану Бессемсу, о чём говорит сделанная Бессемсом на титульном листе надпись, датированная 1835 годом: «Партитура этой мессы, полностью писанная рукой Берлиоза, была подарена мне на память о старинной дружбе, которая нас связывает» (фр. La partition de cette Messe, entièrement de la main de Berlioz, m’a été donnée comme souvenir de la vieille amitié qui me lie à lui.); из текста неясно, был ли подарок сделан именно в это время или раньше. После смерти Бессемса в 1868 году партитура, видимо, попала к его младшему брату, который в это время руководил в этой антверпенской церкви хором. Ноты пролежали в церкви около ста лет, в середине 1950-х гг. священник и органист храма внесли их в опись церковного собрания нот, хранившегося в деревянном ларе рядом с местом органиста, однако им не пришло в голову, что эта рукопись представляет какую-то особую ценность. Моорс, первоначально собиравшийся просто снять копию с редкого сочинения, чтобы обогатить им свой репертуар, обнаружил, что оригинальная запись Берлиоза неудобна для современных исполнителей, начал работать над её транскрипцией, постепенно заинтересовался произведением и при попытке получить о нём дополнительные сведения выяснил, что оно считается бесповоротно утраченным. Тогда он обратился в немецкое музыкальное издательство Bärenreiter, работавшее над выпуском полного собрания нот Берлиоза, и в британскую звукозаписывающую фирму Philips, для которой дирижёр Джон Элиот Гардинер записывал ряд произведений Берлиоза. По направлению издателей видный эксперт по музыке Берлиоза Хью Макдоналд подтвердил подлинность почерка композитора, и 22 ноября 1992 года о находке было официально объявлено прессе.

## Премьера
Фирма Philips предоставила возможность первого исполнения Мессы Джону Элиоту Гардинеру и его Революционно-романтическому оркестру. Однако французское правительство — по некоторым сведениям, согласно настоянию президента Франсуа Миттерана — добивалось, чтобы премьера состоялась на французской земле под руководством французского дирижёра. В результате первое исполнение новообретённого произведения состоялось 3 октября 1993 года в Бремене (солисты — сопрано Донна Браун, тенор Жан Люк Виала и бас Жиль Кашмай), и затем на протяжении 10 дней Гардинер исполнил мессу в Вене, Мадриде и наконец 12 октября в Лондоне в Вестминстерском соборе. В то же время французская премьера состоялась 7 октября 1993 года в базилике Святой Марии Магдалины в Везле с оркестром и хором Краковской филармонии под управлением Жана Поля Пенена (сопрано Криста Пфайлер, тенор Рубен Веласкес, бас Жак Перрони). Записаны и выпущены на CD были французское и лондонское исполнение, поэтому запись Пенена считается первой, а Гардинера второй.